# Justicia kiwuensis
Justicia kiwuensis är en akantusväxtart som beskrevs av Gottfried Wilhelm Johannes Mildbraed. Justicia kiwuensis ingår i släktet Justicia och familjen akantusväxter. Inga underarter finns listade i Catalogue of Life.